# Pasi Tauriainen
Pasi Matti Tauriainen (* 4. Oktober 1964 in Rovaniemi) ist ein ehemaliger finnischer Fußballspieler. Der offensive Außenbahnspieler gewann jeweils zweimal die finnische Meisterschaft sowie den finnischen Pokal und war Nationalspieler seines Landes.

## Werdegang
Tauriainen begann seine Karriere in seiner Heimatstadt bei Rovaniemi PS, wo er ab 1982 im Herrenbereich in der zweiten finnischen Liga spielte. Am Ende seiner ersten Saison 1982 erreichte er mit der Mannschaft den Aufstieg in die erste Liga und konnte sich dort in den folgenden Jahren etablieren. 1986 gewann er mit dem Verein den finnischen Pokal.
Im Januar 1987 wechselte Tauriainen zum belgischen Erstligisten K. Berchem Sport, mit dem er jedoch am Saisonende im Sommer abstieg. Er kehrte daraufhin im Juli 1987 zu Rovaniemi PS zurück und spielte dort aufgrund des Pokalsiegs zuvor zusätzlich auch im Europapokal der Pokalsieger 1987/88, bei dem die Mannschaft bis ins Viertelfinale einzog, und nahm am UEFA-Pokal 1989/90 teil.
Zur Saison 1990 verpflichtete ihn ab Januar 1990 der HJK Helsinki, mit dem Tauriainen in der Folge direkt in seiner ersten Saison 1990 sowie erneut 1992 die Meisterschaft gewann und 1993 erneut finnischer Pokalsieger wurde. Durch die Titel qualifizierte er sich mit dem Verein jeweils für europäische Wettbewerbe, wobei man aber sowohl im Europapokal der Landesmeister 1991/92, der Champions League 1993/94 und im Europapokal der Pokalsieger 1994/95 jeweils in der ersten Runde ausschied. 1994 wurde er mit dem Klub zudem Ligapokalsieger.
In der Saison 1996 ließ Tauriainen seine Karriere beim Drittligisten Ekenäs IF ausklingen.
Zwischen 1986 und 1993 spielte Tauriainen insgesamt 32 Mal in der finnischen Nationalmannschaft, wobei ihm zwei Tore gelangen.

### Erfolge
- Finnischer Meister: 1990 und 1992 mit HJK Helsinki
- Finnischer Pokal: 1986 mit Rovaniemi PS, 1993 mit HJK Helsinki
- Finnischer Ligapokal: 1994 mit HJK Helsinki
- Aufstieg in die Veikkausliiga: 1982 mit Rovaniemi PS

## Privates
Pasi Tauriainens Söhne Julius und Jimi sind ebenfalls Profi-Fußballspieler.